# Eupogonius major
Eupogonius major är en skalbaggsart som beskrevs av Bates 1885. Eupogonius major ingår i släktet Eupogonius och familjen långhorningar.
Artens utbredningsområde är:
- Guatemala.
- Honduras.

Inga underarter finns listade i Catalogue of Life.